# Begijnenpoort

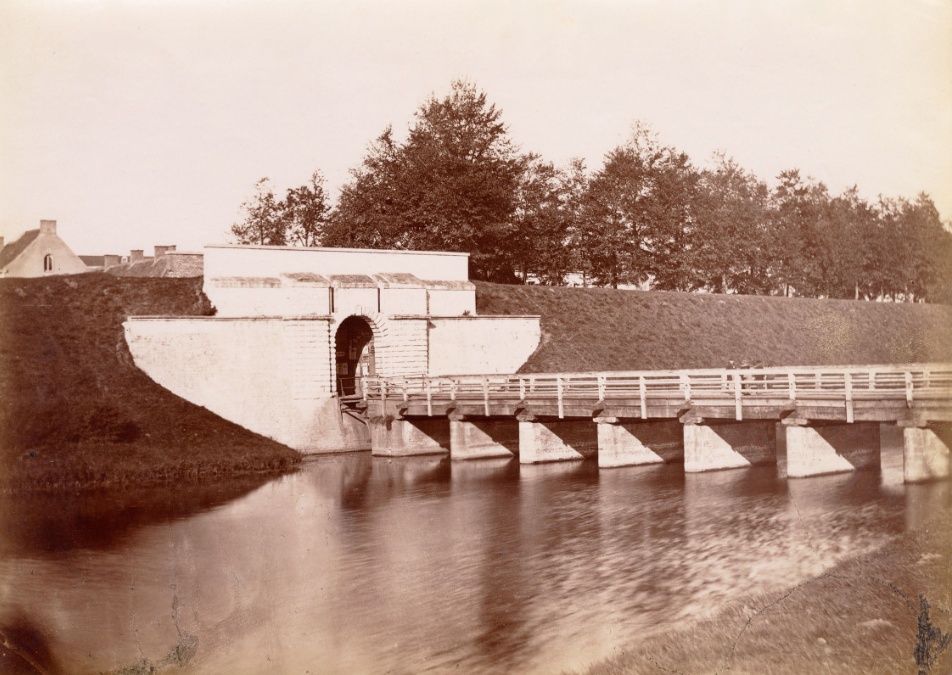
De Begijnenpoort voor de sloop in 1866.

De (Nieuwe) Begijnenpoort is een poort die samen met de citadel van Antwerpen ook bekend als zuidkasteel in 1570 onder Fernando Álvarez de Toledo als zesde stadspoort van de Spaanse omwalling gebouwd werd en in 1866 gesloopt werd. De poort verbond de as Begijnenstraat-Kasteelpleinstraat met de Anselmostraat-Lozannastraat. De poort verving als Nieuwe Begijnenpoort de Oude Begijnenpoort die noordelijker op de hoek van de Begijnenstraat met de Kronenburgstraat stond.